# Aspasia epidendroides
Aspasia epidendroides é uma espécie de orquídea pertencente ao género Aspasia.